# انجمن دیابت آمریکا
انجمن دیابت آمریکا (انگلیسی: American Diabetes Association) با مخفف انگلیسی (ADA) یک مؤسسه غیرانتفاعی در ایالت متحده آمریکا است که هدفش آموزش مردم دربارهٔ دیابت و کمک به افراد مبتلا یا مستعد دیابت از طریق تحقیقات مدیریت، درمان و جلوگیری از دیابت (از جمله دیابت نوع یک ، دیابت نوع دو ، و پیش دیابت ). در سال ۲۰۱۶، مجموع درآمد این سازمان ۱۷۱ میلیون دلار بود. سازمان در گذشته هزینه‌های عظیمی را در شرکت‌های بازاریابی تلفنی صرف کرده‌است. در یک مورد، انجمن دیابت آمریکا در یک قرارداد با شرکتInfoCision، یک شرکت در زمینهٔ تله مارکتینگ، بازاریابی تلفنی، که با سازمان‌های غیردولتی همکاری می‌کند، به موجب این قرار داد تنها ۱۵ درصد از سود حاصل به ADA داده خواهد شد و ۸۵ درصد مابقی برای آن شرکت بازاریابی تلفنی باقی خواد ماند. علاوه بر این، به بازاریابان تلفنی دستور داده شد تا به خیرین در مورد این که چه مقدار از این سود به انجمن دیابت داده خواهد شد دروغ بگویند. انجمن دیابت آمریکا با کمک و همکاری متخصصان کتاب‌ها و مجلات گوناگونی را برای متخصصان و عموم مردم منتشر می‌کند از جمله مجله پیش آگهی دیابت.
(ISSN 0095-8301)